# Matlatzinca
Matlatzinca (Pirinda), pleme američkih Indijanaca porodice Otomian, uže grupe Ocuiltecan, naseljeno u dolini Toluca u Meksiku. Matlatzince su najsrodniji s grupama Atzinca, Matlame, Ocuilteco ili Ocuiltec i Quata koji govore srodnim dijalektima. Populacija Matlatzinca iznosi oko 1.000 (1990.) naseljenih poglavito u selu San Francisco de los Ranchos u državi México.
Matlatzince su bili stari kulturan narod, a njihov teritorij prostirao se od Michoacána do Guerrera. U dolinu Toluce povukli su se nakon pada Tenochtitlána. Jedan od njihovih najstarijih gradova bio je Teotenango, kojega su naseljavali od 900. pa do 1450. ili najkasnije 1474. prodorom Asteka, Nahua naroda iz doline Meksika.
Ime Matlatzinca dolazi od astečkog "Matlat", što znači 'mreža', a značenje imena ovog naroda je "los señores de la red" ili "los que hacen redes", odnosno "one koji pletu mreže." Ovo pleme i danas je poznato po tkalačkom umijeću, kako za domaću upotrebu, tako i za trgovinu. Danas žive od agrikulture, a uz poznate indijanske kulture gaje i grašak, pšenicu i šećernu trsku zbog prodaje. Uzgajaju i magvej za proizvodnju pulquea. Kuće su im slične mestičkim, građene od drveta iz šume, ćerpiča ili opeke, s krovom na dvije vode i pokrivene šindrom, ili pak s limenim krovom. Ne razlikuju se mnogo od okviltečkih (Ocuiltec). Po vjeri su Matlatzince uglavnom katolici, ali su očuvali i tradicionalne rituale koje još prakticiraju. Mnogi danas odlaze na rad u gradove Toluca, Cuernavaca i México. 

## Vanjske poveznice
- (šp.) Matlatzincas y Ocuiltecos  Arhivirana inačica izvorne stranice od 16. listopada 2007. (Wayback Machine)
- (engl.) Matlatzincas